# Provincia di Nor Carangas
La provincia di Nor Carangas è una delle 16 province del dipartimento di Oruro nella Bolivia occidentale. Il capoluogo è la città di Huayllamarca.
Al censimento del 2001 possedeva una popolazione di 5.790 abitanti.

## Geografia antropica

### Suddivisioni amministrative
La provincia comprende il solo comune di Huayllamarca ed è suddivisa in 9 cantoni.
- Belen de Choquecota
- Bella Vista
- Chojnahuma
- Chuquichambi
- Huayllamarca
- Llanquera
- Puerto Nequeta
- San Miguel
- Tunupa